# Schulze-Delitzsch-Haus – Deutsches Genossenschaftsmuseum

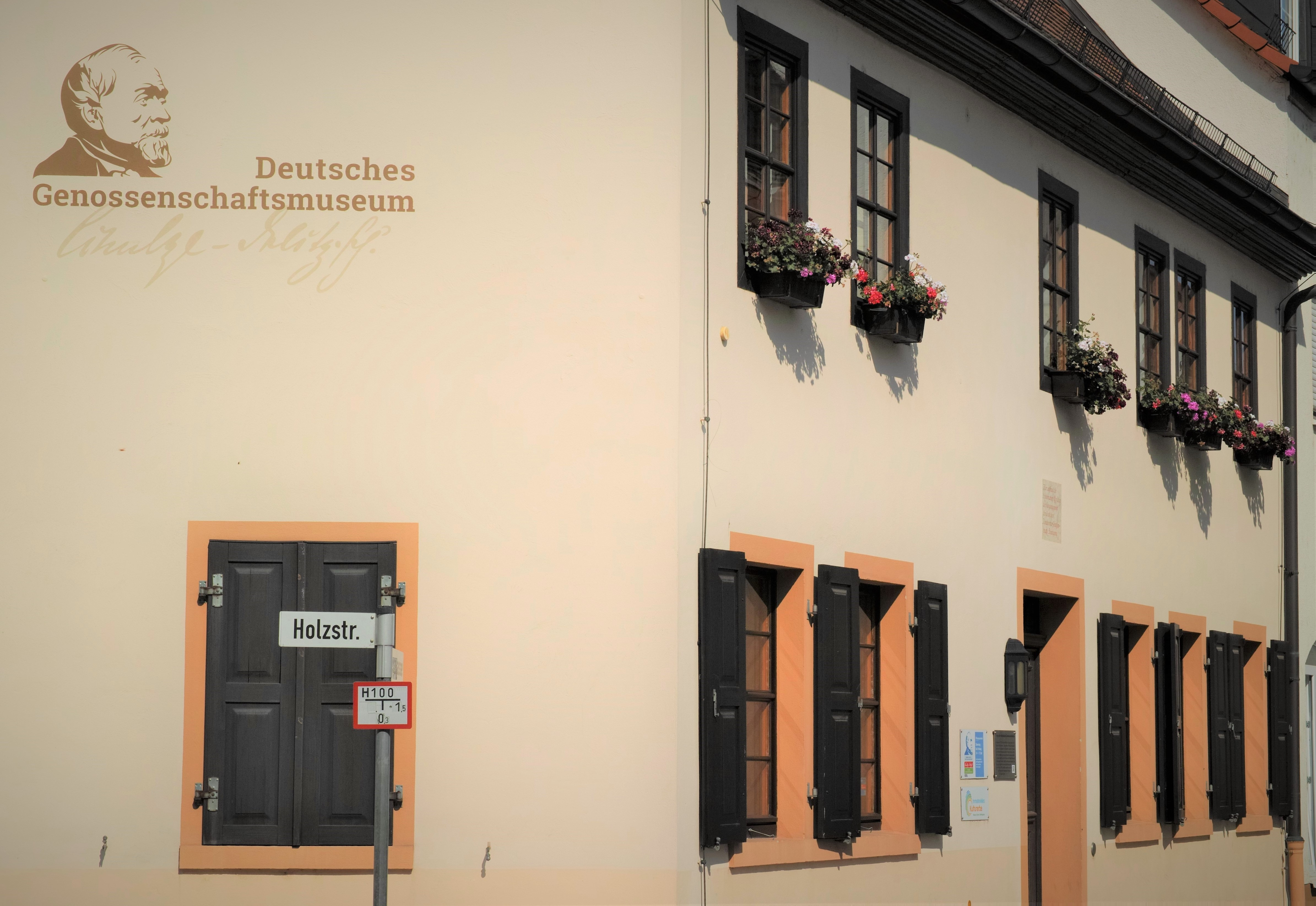
Deutsches Genossenschaftsmuseum 2020

Das Deutsche Genossenschaftsmuseum im Schulze-Delitzsch-Haus ist eine museale Einrichtung in Delitzsch. Träger ist die Deutsche Hermann-Schulze-Delitzsch-Gesellschaft e. V.

## Geschichte und Gegenwart

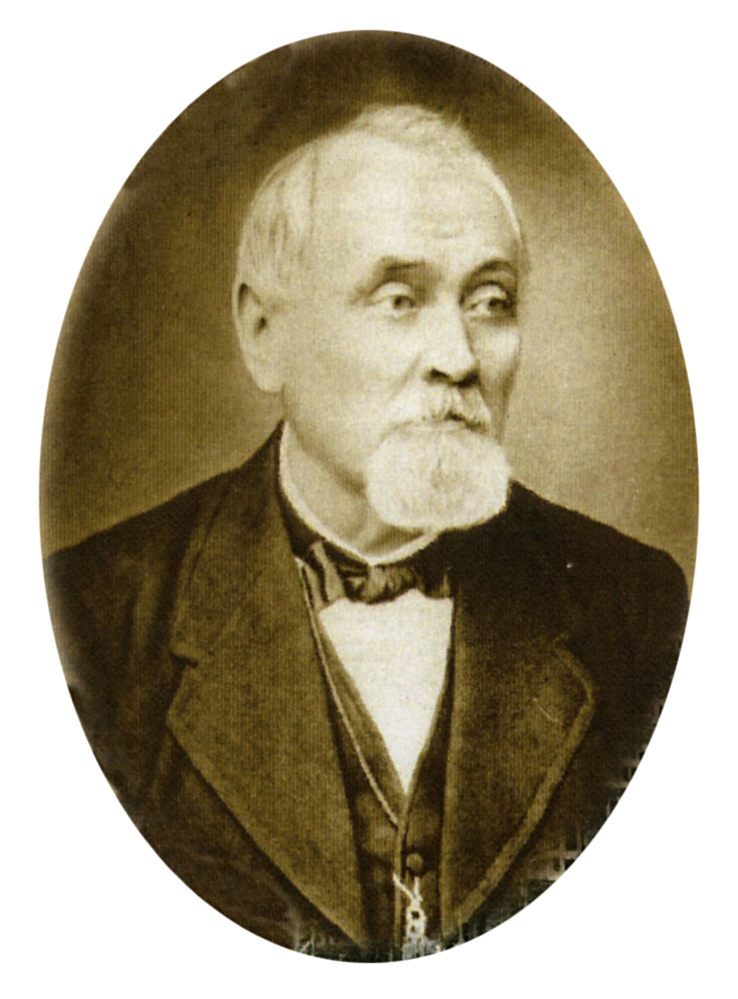
Hermann Schulze-Delitzsch

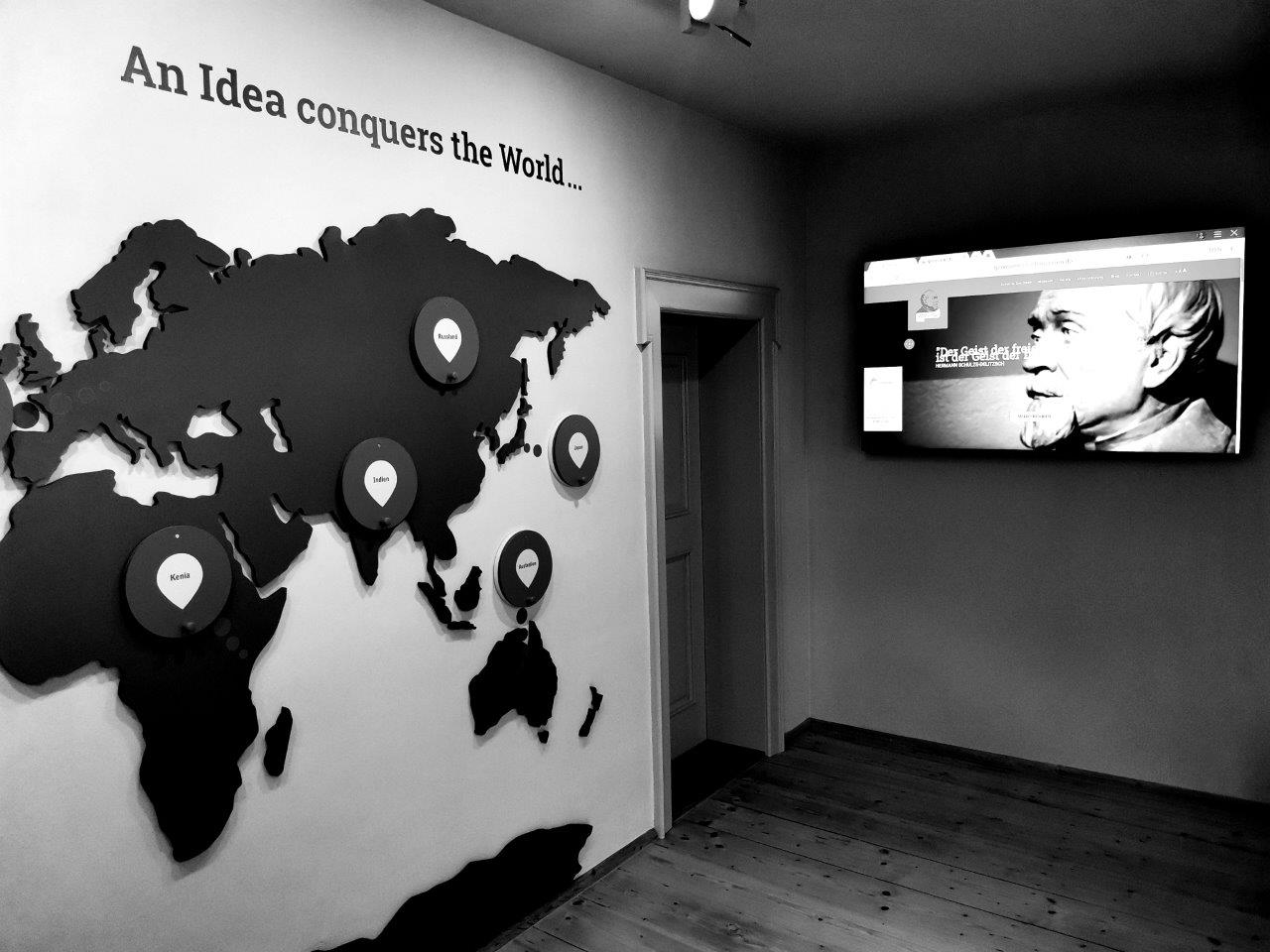
Weltkarte der Genossenschaften im Schulze-Delitzsch-Haus

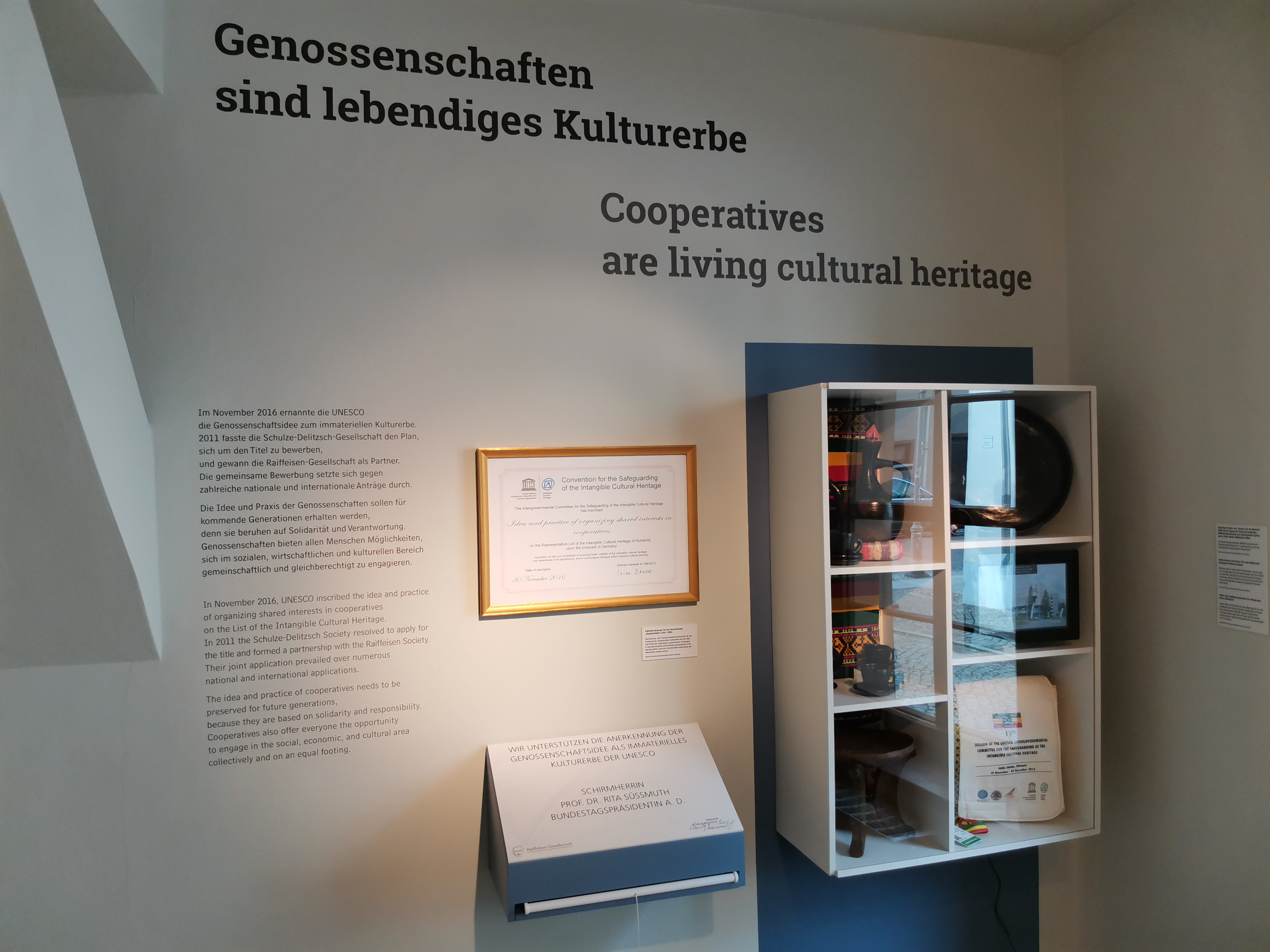
Die Schulze-Delitzsch-Gesellschaft sorgte für die Anerkennung der Genossenschaftsidee als Immaterielles Weltkulturerbe / UNESCO 2016

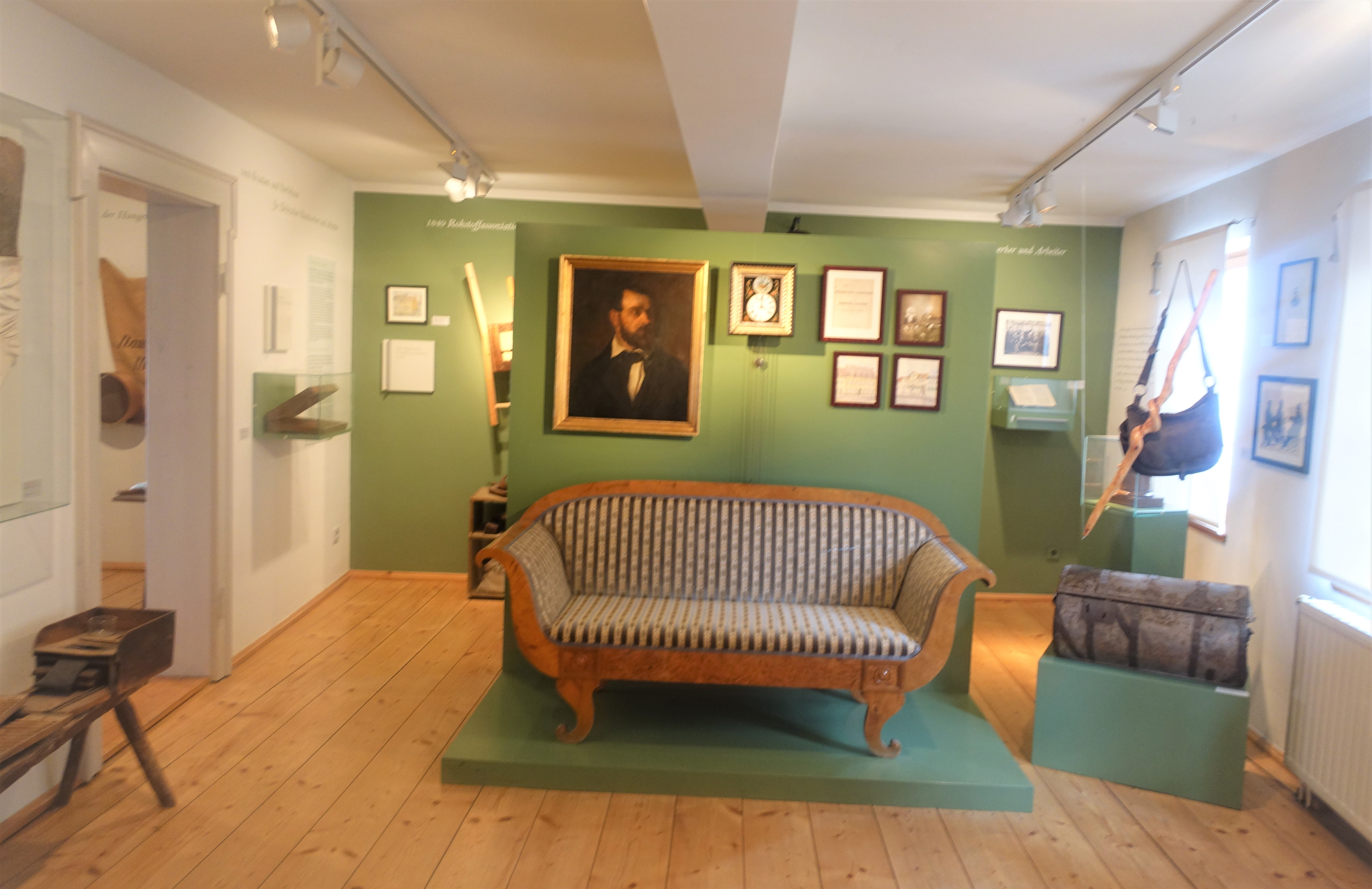
Ausstellungsraum im Museum

Das Museum ist dem Begründer des modernen Genossenschaftswesens Hermann Schulze-Delitzsch (1808–1883) gewidmet und beinhaltet die wohl einzige Personalausstellung zu diesem deutschen Politiker.
Im damaligen Haus des Schuhmachermeisters Wilhelm Brendecke und heutigen Museumsgebäude in der Delitzscher Kreuzgasse 10 gründete Hermann Schulze-Delitzsch 1849 gemeinsam mit 57 Delitzscher Schuhmachern eine Schuhmacher-Assoziation. Mit der gleichzeitig ins Leben gerufenen Tischler-Assoziation war dies die Geburtsstunde der ersten gewerblichen Genossenschaft in Deutschland. Schon bald folgten weitere genossenschaftliche Zusammenschlüsse.
Seit der Mitte des 20. Jahrhunderts verfiel das Gebäude, ein fast 400 Jahre altes ehemaliges Fachwerkhaus, in der Kreuzgasse zusehends und konnte erst nach der deutschen Wiedervereinigung baulich gesichert werden. Mit Hilfe von Fördermitteln und der Unterstützung des Deutschen Genossenschafts- und Raiffeisenverbandes wurde 1991/92 das Haus umfassend saniert und der musealen Nutzung zugeführt.
Als das Museum wegen fehlender Finanzierung durch die Große Kreisstadt Delitzsch 1998 geschlossen werden sollte, gründete sich am 21. Januar 1998 der Förderverein Hermann-Schulze-Delitzsch und Gedenkstätte des deutschen Genossenschaftswesens" e. V.; Initiator war der damalige Genossenschaftsverband Sachsen (Raiffeisen/Schulze-Delitzsch) e.V. mit Sitz in Chemnitz. Seit 2011 firmiert der Förderverein als Deutsche Herrmann-Schulze-Delitzsch-Gesellschaft e. V.
Die Hermann-Schulze-Delitzsch-Gesellschaft e. V. ließ im Jahr 2010 durch ihr Kuratorium ein Ausstellungskonzept erarbeiten, das aktuellen wissenschaftlichen und museologischen Erkenntnissen entspricht. Im November 2010 wurde eine neugestaltete und mit den verschiedensten Medien agierende Ausstellung der Öffentlichkeit übergeben. Am 30. November 2016 nahm die UNESCO die Genossenschaftsidee von Hermann Schulze-Delitzsch und Friedrich Wilhelm Raiffeisen als ersten deutschen Beitrag in die Repräsentative Liste des Immateriellen Kulturerbes der Menschheit auf.
In den Jahren 2019 und 2020 erfolgte der Umbau der Dauerausstellung, zunächst in der unteren Museumsetage. In dem neu gestalteten und multimedial ausgestatteten Versammlungsraum des Erdgeschosses wird an einer Wand eine „Weltkarte der Genossenschaften“ präsentiert. Sie veranschaulicht die internationale Verbreitung der Genossenschaftsidee, die unter anderem in Delitzsch ihren Ursprung nahm, an ausgewählten Länderbeispielen. Ebenso wird der erfolgreiche UNESCO-Antrag der Schulze-Delitzsch-Gesellschaft dargestellt. Der Raum bietet zugleich die Möglichkeit, Sonderveranstaltungen zu Themen rund um die Genossenschaft durchzuführen. Auf Anfrage kann er von Genossenschaftlern und einem weiteren interessierten Publikum, unter anderen Schüler- und Studenten-Gruppen, für eigene Workshops oder Meetings genutzt werden. 2021 wurde der überdachte Innenhof für Sonderausstellungen hergerichtet. Eine Rundgangs-App kann heruntergeladen werden.
Der derzeitige Leitende Kurator ist seit 2018 der Leipziger Historiker und Medienwissenschaftler Thomas Keiderling.